# Aeroportul Internațional Cracovia Papa Ioan Paul al II-lea
Aeroportul Internațional Papa Ioan Paul al II-lea Cracovia (IATA: KRK, ICAO: EPKK) este un aeroport din Balice⁠(d), Gmina Zabierzów⁠(d), Cracovia, Voievodatul Polonia Mică, Polonia ce deservește zona Cracovia. Aeroportul a fost tranzitat în 2022 de 7.394.219 pasageri. A fost deschis în 10 decembrie 1968 și numit după Papa Ioan Paul al II-lea.
Situat la o altitudine de 241 m, aeroportul dispune de 1 pistă.

## Infrastructură

### Piste
Aeroportul dispune de o singură pistă. Pista 07/25 are suprafața de beton și dimensiunile 2.550 m × 60 m. 